# Nadagarodes tumida
Nadagarodes tumida là một loài bướm đêm trong họ Geometridae.